# 칼치나토 전투
칼치나토 전투는 스페인 왕위 계승 전쟁의 전투로 1706년 4월 19일 이탈리아의 칼치나토 근교에서 프랑스-스페인군과 오스트리아의 합스부르크 제국군 사이에 벌어졌다. 이 전투는 프랑스의 방돔(Vendome) 원수의 승리로 끝이 났으며, 스페인군은 오스트리아군을 격파했다.

## 서막
1706년 이탈리아에서 벌어진 전역은, 전과 같이 두갈래로 나뉘었다. 피에몬테(Piemont)를 둘러싼 전역과 롬바르디(Lombardy)에 있는 프랑스 군과 피에몬테에 있는 비토르 아마데오 2세(Victor Amadeus)와 슈타렘베르크(Starhemberg)와 합류할 방법을 찾던 오스트리아군과의 교전이 그것이다. 후에 카사노에서 방돔에 의해 격퇴된 후에 오스트리아 군은 가르다 호수(Lake Garda)와 브레시아(Brescia)로 퇴각했고, 방돔은 그들을 쫓아 카스틸리오네(Castiglione)와 만토바(Mantua)에서 겨울을 지냈다.

## 전투
1706년 4월 외젠 공작(Eugene)의 잠깐동안 자리를 비운 이점을 이용하기 위해 방돔 원수는 몬테치아로-칼치나토(Montechiaro–Calcinato)의 황제군 진영을 공격했다. 그의 작전은 그들의 최좌익에 위치한 폰트 산 마르코(Ponte San Marco)의 수비대를 급습하기 위해 야간행군을 하는 것이었다. 그러나 날이 밝자 방돔은 그가 몬티키아리(Montichiari)에 있는 적의 우익이 방해를 하기 전에 적의 좌익을 격파할 수 있다는 것을 알았다. 방돔의 급습은 적의 방어를 완벽히 격파하고, 그는 산으로 물러난 분산된 황제군을 척척 격파할 수 있었고, 외젠 공작은 이 산에서 황제군을 재집결시키는 데 곤욕을 치르게 된다.

## 영향
방돔은 라미예 전투(Battle of Ramillies)의 패배 이후에 플랑드르 군단을 보낸다. 이해의 말쯤 라미예의 패배로 인해 이탈리아에서 프랑스의 위치가 최악으로 치닫게 되자, 모든 프랑스 군은 이탈리아에서 퇴각한다.

## 참고 문헌
- Lynn, John A. The Wars of Louis XIV, 1667–1714. Longman, (1999). ISBN 0-582-05629-2